# Heinrich von Reichenbach-Goschütz

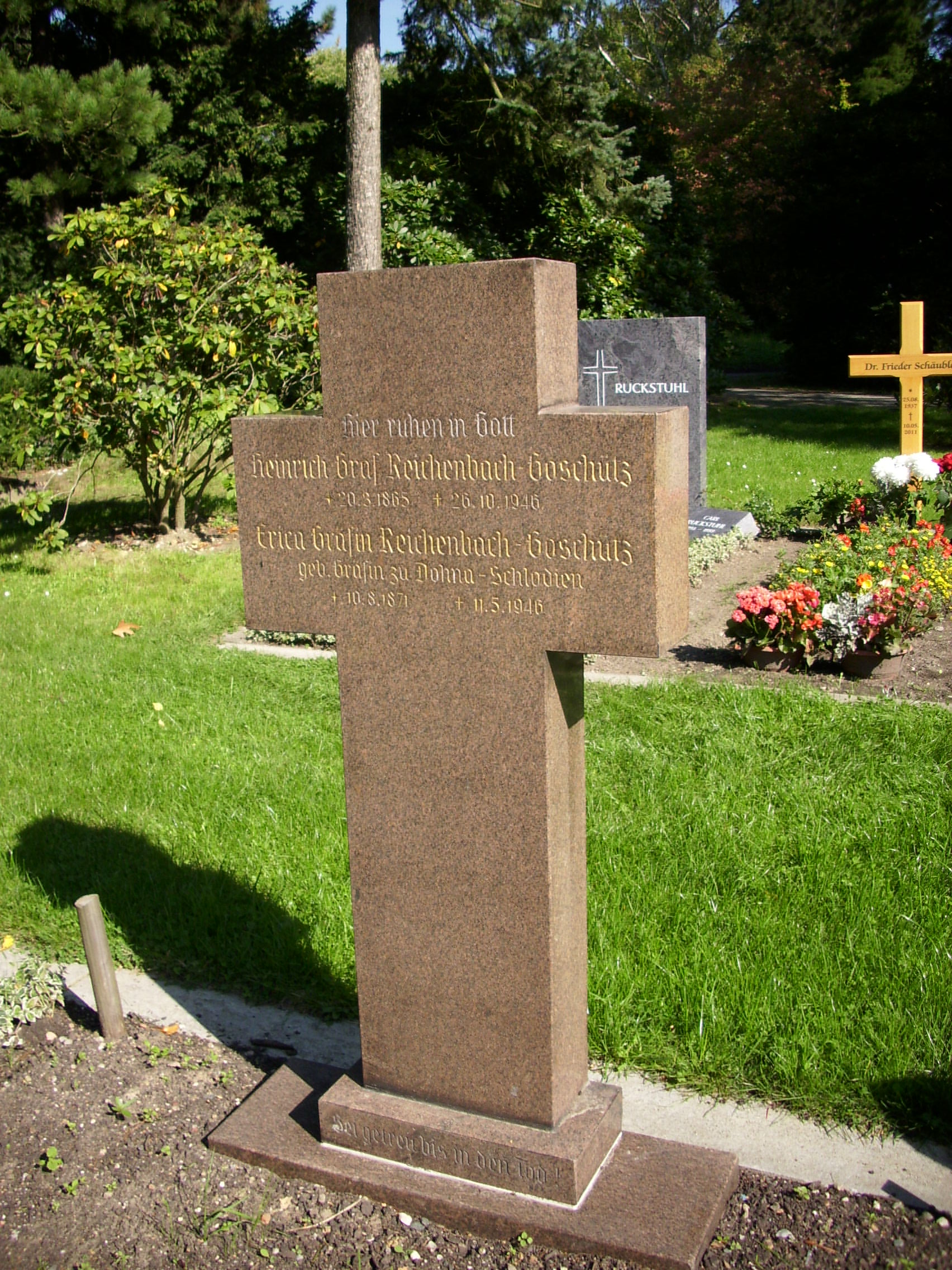
Grabkreuz Graf und Gräfin Heinrich Reichenbach-Goschütz auf dem Südfriedhof in Leipzig

Heinrich Graf von Reichenbach-Goschütz (* 20. März 1865 in Berlin; † 17. Oktober 1946 in Leipzig) war ein deutscher Standesherr.

## Leben
Seine Eltern waren Bogdan Graf von Reichenbach-Goschütz (1827–1867), teils Konsul zu Smyrna, und seine Ehefrau Adelheid, geb. von Gerlach (1840–1912). Heinrich Raphael Graf von Reichenbach-Goschütz studierte Rechtswissenschaften in Bonn und Göttingen, wo er Mitglied der Corps Borussia Bonn und Saxonia Göttingen war.
1890 wurde er als Nachfolger seines Großvaters sechster Freier Standesherr auf Goschütz mit dem seit 1727 im Besitz seiner Vorfahren befindlichen alten Herrensitz und ca. 7500 ha und zudem Eigentümer des Gutes Groß-Schönwald (ca. 2100 ha) im Landkreis Groß Wartenberg in Schlesien. Er führte den Titel eines Generalerblandpostmeisters und war erbliches Mitglied des Preußischen Herrenhauses, des Provinzialausschusses und des Provinziallandtags von Schlesien sowie Landesältester der Breslau-Brieger Fürstentumslandschaft und stand im Millionärs-Adressbuch. Im Ersten Weltkrieg diente Graf von Reichenbach-Goschütz zeitweilig als Major der Reserve des Leib-Kürassier-Regiments „Großer Kurfürst“ (Schlesisches) Nr. 1. Graf Reichenbach beschäftigte sich mit der Verwaltung der freien Standesherrschaft und trat als Verfasser der 1906/1907 in drei Bänden erschienenen Urkundliche Geschichte der Grafen von Reichenbach in Schlesien hervor. Zugleich war er Mitglied im Verein Herold zu Berlin.
Verheiratet war Graf Reichenbach mit Erica Burggräfin und Gräfin zu Dohna-Schlodien (1871–1946). Er hatte vier Söhne und eine Tochter, die ältesten drei Söhne fielen im Ersten Weltkrieg. Nach der Übergabe der Verwaltung der 8245 ha umfangreichen Freien Standesherrschaft Goschütz mit Schloss Goschütz und vierzehn einzelnen Gütern an seinen Sohn Christoph-Heinrich Graf von Reichenbach (1900–1990), der auch im I. sowie im II. Weltkrieg als Soldat diente und nach seiner russischen Gefangenschaft ab 1948 agroforstwirtschaftlich in Norddeutschland arbeitete, lebten Graf und Gräfin Reichenbach vom Jahr 1938 an in Dresden. Nach dem Bombenangriff auf Dresden am 13./14. Februar 1945 fand Graf Reichenbach mit seiner Gemahlin Aufnahme in Leipzig, wo beide 1946 starben. Das Ehepaar fand seine letzte Ruhestätte auf dem Leipziger Südfriedhof. Die Nachfahren lebten dann in Schleswig-Holstein, Hamburg, Niedersachsen, Berlin und Bayern.

## Werke
- Urkundliche Geschichte der Grafen Reichenbach in Schlesien. Schlesische Druckerei-Genossenschaft, Breslau:
  - Band 1: Urkundenbuch, 1906
  - Band 2: Geschichtliche Darstellung, 1907
  - Band 3: Stammtafeln, 1907